# Риболов в пустинята
Риболов в пустинята (на английски: Salmon Fishing in the Yemen) е британски филм от 2011 година.

## Сюжет
Внимание:  Текстът по-долу разкрива сюжета на произведението (или части от него)!
Широкомислещият шейх /Амр Уакед/ има голяма мечта – да създаде възможност за риболов на сьомга в пустинята. Готов да не жали средства, той инструктира представителката си (Емили Блънт) да превърне мечтата му в действителност, а това е невероятен подвиг, изискващ намесата на водещия експерт по рибовъдство на Великобритания (Юън Макгрегър), според когото проектът е колкото абсурден, толкова и неосъществим.
Престараващата се шефка на прес-службата на британския премиер (Кристин Скот Томас) захапва идеята, защото вижда в нея потенциал за пример на добра воля. И така, този странен екип ще даде всичко от себе си и ще се впусне в приключението, диктувано от вярата и ... рибата, за да докаже, че невъзможното е възможно.

## Актьорски състав
| Актьор             | Роля            |
| ------------------ | --------------- |
| Юън Макгрегър      | Алфред Джоунс   |
| Емили Блънт        | Хариет          |
| Кристин Скот Томас | Патриша Максуел |
| Амр Уакед          | шейх Мохамед    |

## Награди и номинации
| Награда                    | Категория                                             | Номиниран(и)                         | Резултат  |
| -------------------------- | ----------------------------------------------------- | ------------------------------------ | --------- |
| Европейски филмови награди | Награда на публиката за най-добър европейски режисьор | Ласе Халстрьом                       | номинация |
| Златен глобус              | Най-добър филм – мюзикъл или комедия                  | Най-добър филм – мюзикъл или комедия | номинация |
| Златен глобус              | Най-добър актьор в мюзикъл или комедия                | Юън Макгрегър                        | номинация |
| Златен глобус              | Най-добра актриса в мюзикъл или комедия               | Емили Блънт                          | номинация |